# Petr Tenkrát
Petr Tenkrát (Děčín, 31 maggio 1977) è un hockeista su ghiaccio ceco.

## Palmarès

### Mondiali
- 1 medaglia:
  - 1 bronzo (Finlandia/Svezia 2012)